# Дембськ (Млавський повіт)
Дембськ (пол. Dębsk) — село в Польщі, у гміні Шидлово Млавського повіту Мазовецького воєводства.
Населення — 434 особи (2011).
У 1975-1998 роках село належало до Цехановського воєводства.

## Демографія
Демографічна структура станом на 31 березня 2011 року:
|          | Загалом | Допрацездатний вік | Працездатний вік | Постпрацездатний вік |
| -------- | ------- | ------------------ | ---------------- | -------------------- |
| Чоловіки | 208     | 45                 | 141              | 22                   |
| Жінки    | 226     | 54                 | 123              | 49                   |
| Разом    | 434     | 99                 | 264              | 71                   |